# Air Koryo
Az Air Koryo (koreaiul 고려항공, Korjo Hanggong (Koryo Hanggong), régebben 조선민항, Csoszon Minhang (Choson Minhang)) Észak-Korea állami kézben levő nemzeti légitársasága. Néhány menetrend szerinti, valamint több időszakos belföldi és nemzetközi charter járatot üzemeltet Kínába és Oroszországba. Bázisrepülőtere a Phenjan (Pyongyang)tól északnyugatra fekvő Szunani nemzetközi repülőtér.
A légitársaság fő irodája Phenjan (Pyongyang)ban található, bár irodái Pekingben, Senjangban, Makaóban, Bangkokban, Berlinben és Moszkvában is vannak. Eladási ügynökségeket Hongkongban, Szingapúrban és Tokióban is létesítettek.
2006-tól 2010. március 30-ig szerepelt az Európai Unióból kitiltott légitársaságok listáján, biztonsági és karbantartási hiányosságok miatt. 2020 júliusában az Európai Bizottság működési korlátozásokat vezetett be a légitársasággal szemben –, az Air Koryo csak meghatározott géptípusokkal repülhet az Európai Unió légterébe. Rendelkezik weboldallal, de az a legtöbb ország számára nem elérhető. A világ egyetlen egycsillagos légitársasága.

## Története
A légitársaságot 1954-ben alapították Csoszon Minhang (Choson Minhang) (röviden CAAK) néven a SOKAO, az Egyesült Szovjet–Észak-koreai Légitársaság utódjaként. Első járata 1955. szeptember 21-én szállt a levegőbe, első repülőgépei Li–2-esek, An–2-esek és Il–12-esek voltak. Az 1960-as években a társaság flottáját Il–14-es és Il–18-as repülőgépekkel bővítették ki.
A légitársaságnál a jetkorszak 1975-ben kezdődött, amikor megkapták első Tu–154-es repülőgépüket, amelyeket a Phenjan (Pyongyang)ból Prágába, Kelet-Berlinbe és Moszkvába irányuló járatokon használtak. A gépeknek rövid hatótávolságuk miatt útközben kétszer le kellett szállniuk; Irkutszkban és Novoszibirszkben. Az 1980-as években a flotta új Tu–154-esekkel bővült ki. Az Iljusin repülőgéptervező-iroda által gyártott első Il–62-es 1982-ben került a társasághoz, amivel létrehozták az első nonstop járatot Moszkvába. Ebben az időben Szófiába is repültek repülőgépek.
A hidegháború végén, az európai szocializmus összeomlásakor lecsökkent a nemzetközi járatok száma. A Csoszon Minhang (Choson Minhang)ot 1993-ban átnevezték Air Koryóra. Az 1990-es évek óta mindössze egy új repülőgép érkezett a légitársasághoz, emiatt a flotta néhány repülőgépe több mint 40 éves.
A társaság 2003-ban, néhány hónappal miután belépett a Nemzetközi Légi Szállítási Szövetségbe, 2500 alkalmazottat foglalkoztatott.

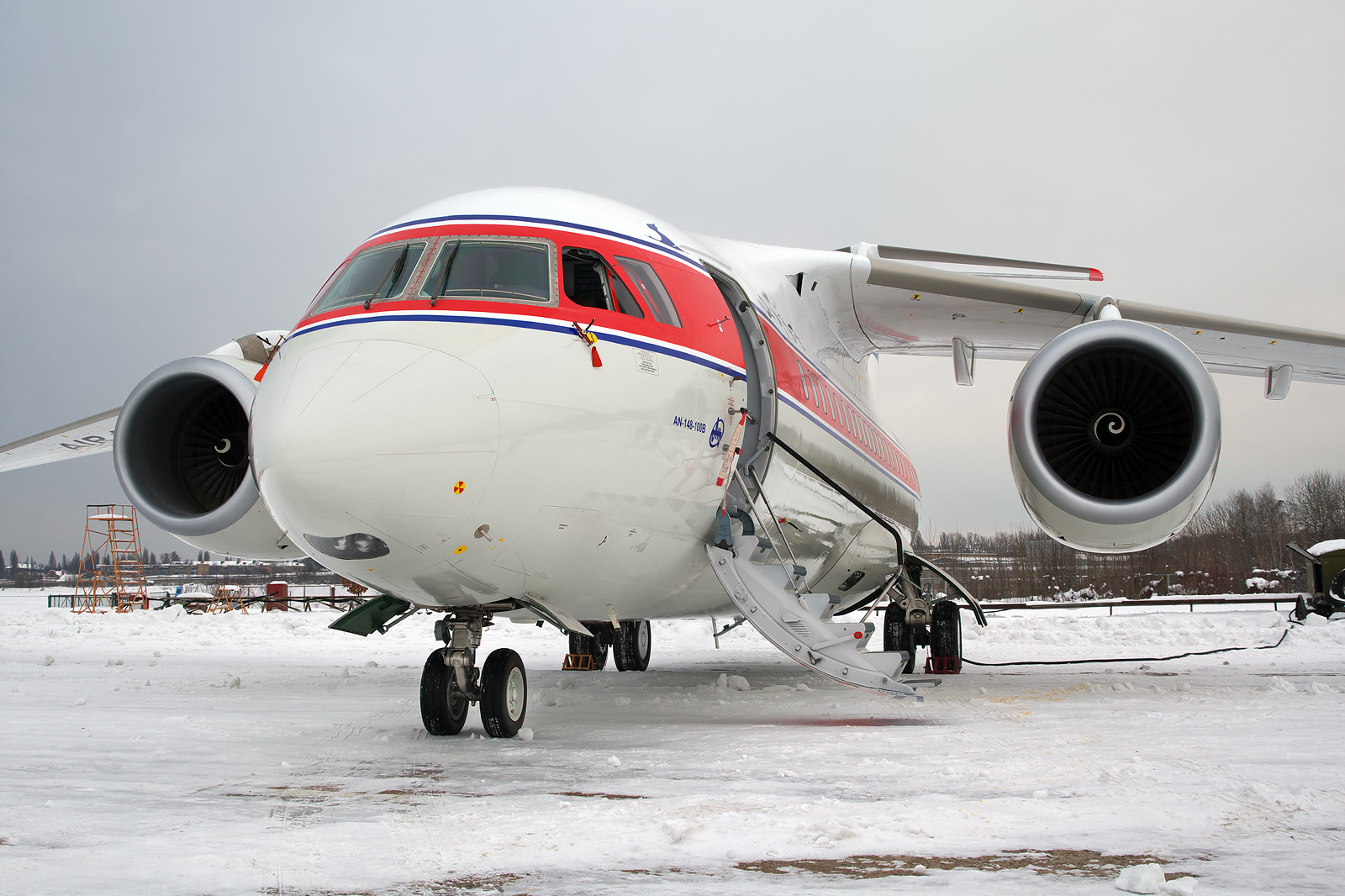
Air Koryo Antonov An–148-as átadása előtt a kijevi Szvjatosini repülőtéren 2012-ben

Öregedő nemzetközi flottájának lecserélésére a 2000-es évek végén és 2010-es évek elején az Air Koryo kisebb modernizációs programon esett át. 2007-ben és 2010-ben egy-egy orosz Tupolev Tu–204-est vásárolt az Iljusin repülőgéptervező-iroda lízing részlegén keresztül, ezek 2007. december 27-én és 2010. március 5-én álltak szolgálatba. A vállalat 2013-ban egy-egy ukrán Antonov An–148-ast és An–158-ast ist beszerzett. 2019-ben a társaság további két Tu–204–100-as átvételére készülődött. A 2018-ig az orosz Red Wings Airlines színeiben repülő két gép 2019. július–augusztusban részben meg is kapta az Air Koryo festését a kaukázusi Minyeralnije Vodi-i repülőtéren, ám ezek 2020. februárban eddig ismeretlen okokból a kirgiz Sky KG Airlines charter légitársaság kezébe kerültek.
Kim Dzsongun (Kim Jong-un) uralma alatt az Air Koryo nagyvállalattá nőtte ki magát és elkezdett a légifuvarozáson kívül is tevékenykedni. A Reuters hírügynökség 2017-ben jelentett először arról, hogy az Air Koryo taxikat és benzinkutakat üzemeltet, valamint dohányárukat, üdítőitalokat és húskonzerveket árusít; mindezeken a légitársaság daru logója is látható. 2020-as híradások szerint az Air Koryo Phenjan (Pyongyang) keleti részén lóversenypályával rendelkező üdülőközpontot vásárolt, amelyet 2023-ban Kim is használt. A vállalat terjeszkedése valószínűleg annak eredménye, hogy az ENSZ által kiszabott szanckiók miatt az Air Koryo több nemzetközi járatot is felfüggeszteni kényszerült.
A Covid19-pandémia következtében a társaság törölte külföldi járatait: 2020. január 24-én először több kínai (így a makaói, sanghaji,  és senjangi), február 1-én pedig a megmaradó pekingi és az oroszországi vlagyivosztoki légiútvonalakat is. A külföldi járatok 2023. augusztus 22-ig felfüggesztve maradtak, amikor Tupolev Tu–204-esekkel újraindították a pekingi, majd augusztus 25-én a vlagyivosztoki járatokat.

## Járatai
Az Air Koryo 2025 augusztusában a következő menetrend szerinti járatokat üzemelteti:
| Város               | Repülőtér | Repülőtér | Repülőtér                           | Repülőgép                | Járatszám    | Megjegyzések   | Források |
| Város               | IATA-kód  | ICAO-kód  | Név                                 | Repülőgép                | Járatszám    | Megjegyzések   | Források |
| ------------------- | --------- | --------- | ----------------------------------- | ------------------------ | ------------ | -------------- | -------- |
| Észak-Korea         |           |           |                                     |                          |              |                |          |
| Phenjan (Pyongyang) | FNJ       | ZKPY      | Szunani nemzetközi repülőtér        |                          |              | bázisrepülőtér |          |
| Kína                |           |           |                                     |                          |              |                |          |
| Peking              | PEK       | ZBAA      | Pekingi nemzetközi repülőtér        | Tu–204                   | JS15 és 152  | heti 2 járat   | [ 14 ]   |
| Senjang (Shenyang)  | SHE       | ZYTX      | Taohszien nemzetközi repülőtér      | Tu–204                   | JS155 és 156 | heti 3 járat   | [ 15 ]   |
| Oroszország         |           |           |                                     |                          |              |                |          |
| Vlagyivosztok       | VVO       | UHWW      | Vlagyivosztoki nemzetközi repülőtér | An–148, Tu–154 és Tu–204 | JS271 és 272 | heti 3 járat   | [ 16 ]   |

A vlagyivosztoki járat gyakran szünetel alacsony kihasználtság miatt. Az oroszországi Habarovszkba gyakran indulnak járatok, amelyen főként az észak-koreai favágók utaznak. A legnagyobb kihasználtságnak örvendő charterjáratok a sencseni (shenzheni) (JS137 és 138) és a makaói (JS187 és 188), de alkalmi charterek repülnek Moszkvába (JS215 és 216), Szófiába (JS217 és 218), Zürichbe, Prágába, Budapestre, Szöul (Seoul)ba (JS815, 816, 817 és 818), Puszan (Busan)ba, Jangjang (Yangyang)ba (JS801 és 802), és Nagojába (JS831 és 832) is.
Az ország egyetlen légitársasága lévén az Air Koryo felelős a kormányzat tagjainak tengerentúli szállításáért. A rendelkezésre álló adatok alapján az Air Koryo nemzetközi járatai mellett belföldieket is üzemeltet. Az egyetlen menetrend szerinti belföldi járat heti egy alkalommal Phenjan (Pyongyango)t köti össze Cshongdzsin (Chongjin)nel, Hamhung érintésével. Az Észak-Koreán belüli járatok főként charter repülőutak, amelyek turistákat szállítanak Phenjan (Pyongyang)ból Szamdzsijon (Samjiyon)ba, a Pektu-hegy (Paektu-hegy)hez. Az üzemanyaghiány miatt azonban a belföldi járatokat jelenleg szüneteltetik.
Az első charter repülőjárat Észak- és Dél-Korea között 2002-ben indult. Az első repülőgép az Air Koryo színeiben Dél-Koreában 2000 augusztusában szállt le egy diplomatával a fedélzetén, aki a két ország közötti tárgyalásokra érkezett Szöul (Seoul)ba.

## Flottája
2024-ben az Air Koryo az alábbi repülőgépekkel rendelkezett:
| Típus          | Altípus             | Darabszám | Darabszám | Darabszám | Kapacitás (fő) | Kapacitás (fő) | Kapacitás (fő) | Forgalomba állás | Származási hely | Jegyzetek |
| Típus          | Altípus             | Aktív     | Inaktív   | Tervezett | Business       | Turista        | Összesen       | Forgalomba állás | Származási hely | Jegyzetek |
| -------------- | ------------------- | --------- | --------- | --------- | -------------- | -------------- | -------------- | ---------------- | --------------- | --- |
| Antonov An–148 | An–148–100B         | 2         | –         | –         | 8              | 62             | 70             | 2013–2015        | Ukrajna         | A 2013-ban leadott eredeti megrendelés egy An–148-asra és egy An–158-ra vonatkozott.                              |
| Antonov An–24  | An–24B              | 1         | –         | –         |                |                |                | 1966             | Szovjetunió     | |
| Antonov An–24  | An–24RV             | 2         | –         | –         |                |                |                | 1974             | Szovjetunió     | |
| Iljusin Il–18  | Il–18D              | 1         | –         | –         |                |                |                | 1968             | Szovjetunió     | |
| Iljusin Il–62  | Il–62M              | 1         | 1         | –         | 12             | 178            | 190            | 1979–1988        | Szovjetunió     | |
| Iljusin Il–76  | Il–76TD             | 3         | –         | –         | Kargó          | Kargó          | Kargó          | 1990             | Szovjetunió     | |
| Tupolev Tu–134 | Tu–134B–3           | 2         | –         | –         |                | 76             | 76             | 1984             | Szovjetunió     | |
| Tupolev Tu–154 | Tu–154B             | 1         | 1         | –         | 16             | 136            | 152            | 1975–1976        | Szovjetunió     | |
| Tupolev Tu–154 | Tu–154B–2           | –         | 1         | –         | 16             | 136            | 152            | 1993             | Szovjetunió     | Eredetileg 1993-ban állt szolgálatba az Aeroflotnál                                                               |
| Tupolev Tu–204 | Tupolev Tu–204–100B | 1         | –         | 2         | 12             | 210            | 222            | 2009             | Oroszország     | Az Air Koryo két további gépet tervezett bérelni, ám ezeket 2020-ra átfestették a kirgiz Sky KG Airlines színeire |
| Tupolev Tu–204 | Tupolev Tu–204–300  | 1         | –         | –         | 8              | 136            | 142            | 2007             | Oroszország     | Eredetileg 1994-ben állt szolgálatba a Vnukovo Airlinesnál                                                        |
| Összesen       | Összesen            | 15        | 3         | 2         |                |                |                |                  |                 | |

## A gépek festése

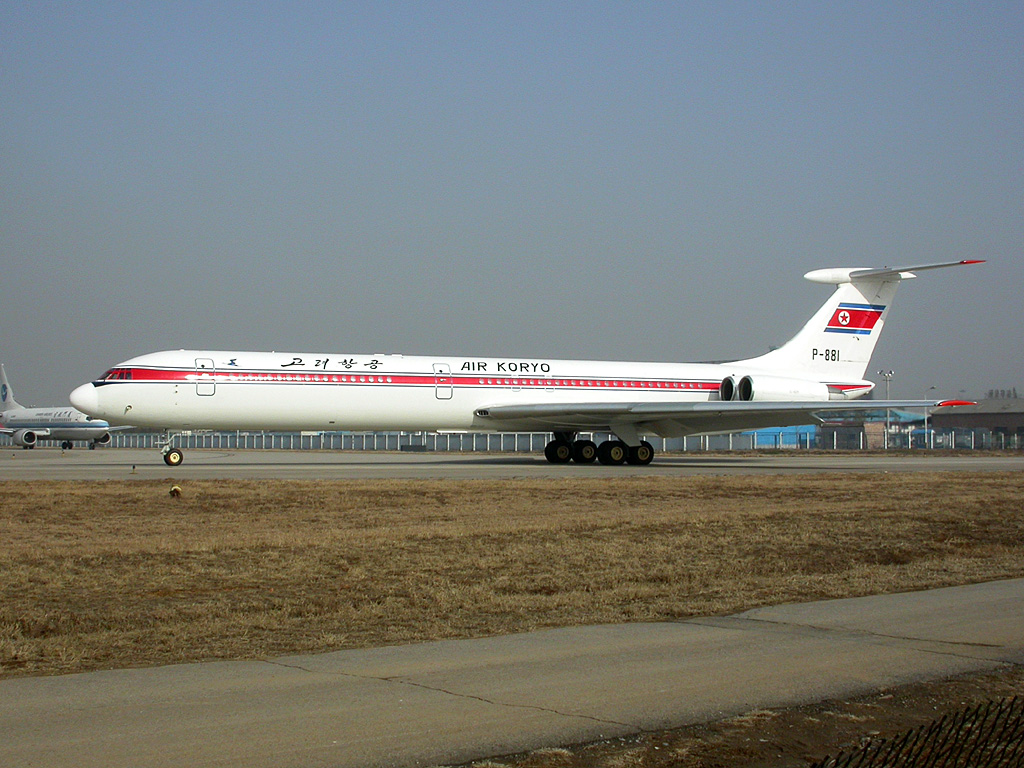
Az Air Koryo egyik Iljusin Il–62-ese a Pekingi nemzetközi repülőtéren 2003-ban

Az Air Koryo gépek törzsének felső fele fehérre, alsó fele pedig szürkére van festve. Az ablakok mentén az észak-koreai zászlóról másolt vörös színű vízszintes sáv található, ezt két kék sáv szegélyezi. A P–633 lajstromjelű Tupolev Tu–204-esen 2019 óta a vörös csík két sávok nélkül az ablakok alá van festve. Mindkét változaton az ablakok fölött a légitársaság hangullal írt és latin betűs neve található. A függőleges vezérsíkra az észak-koreai zászló került.
Miután 2023 végén Kim Dzsongun bejelentette, hogy Észak-Korea többé nem fog a Koreai-félsziget egyesítésére törekedni, az új irányvonal értelmében megváltoztatták az Air Koryo gépeinek törzsén is megtalálható logót. A korábbi logó egy olyan repülő daru volt, amelynek szárnyai a Koreai-félszigetre hasonlítottak, a 2024. márciusban megjelent új logón a madár szárnyait elvékonyodó vízszintes csíkok képezik.

## Balesetek
- 1983. július 1-jén a CAAK (az Air Koryo elődje) egyik Iljusin Il-62-es repülőgépe Phenjan (Pyongyang) és Conakry közötti nem menetrendszerű nemzetközi járata nekiütközött a Fouta Djall hegycsúcsnak Guineában. A fedélzeten tartózkodó 23 személy életét vesztette, a balesetben a gép megsemmisült.[20]

- 2006. augusztus 15-én az Air Koryo Tupoljev Tu-154B-2-es repülőgépe Phenjan (Pyongyang)ban, a Szunani (Sunani) nemzetközi repülőtéren kicsúszott a kifutópályáról. Senki sem sérült meg, a repülőgépben keletkezett károk minimálisak voltak.[21]

## Európai uniós tilalom
Az Európai Bizottság 2006. március 22-én kiadott rendeletében megtagadta az Air Koryótól a repülési és működési engedélyét az Unió területén belül. A Bizottság indoklása szerint az Air Koryónál súlyos biztonsági elégtelenségeket tártak fel, amelyeket többszöri felszólításra sem orvosoltak, továbbá az észak-koreai hatóságok nem végezték megfelelően a szükséges ellenőrzéseket, amelyekre egyezmény kötelezi őket. 2010. március 30-án a Bizottság aktualizálta álláspontját és engedélyezte, hogy az újonnan beszerzett, a nemzetközi előírásoknak megfelelő két Tu–204-es repülőgépével az Európai Unióba repüljön.